# Asson
Asson é uma comuna francesa na região administrativa da Nova Aquitânia, no departamento dos Pirenéus Atlânticos. Estende-se por uma área de 82,6 km². Em 2010 a comuna tinha 2 069 habitantes (densidade: 25 hab./km²).